# Ренуар, Клод
Клод Ренуар (фр. Claude Renoir; род. 4 декабря 1913, Париж, Франция — 5 сентября 1993, Труа, Франция) — французский кинооператор. Внук художника Огюста Ренуара, племянник кинорежиссёра Жана Ренуара.

## Биография
Родился в семье актёров Пьера Ренуара и Веры Сержин. В 19 лет Клод приходит на съёмочную площадку к дяде Жану, который снимал «Ночь на перекрёстке», и попадает в операторскую группу. На два года он погружается с головой в учёбу. Его наставниками были Жан Башле, Морис Люсьен, Борис Кауфман и Кристиан Матра. В сотрудничестве со своим дядей Клод Ренуар создал свои лучшие работы, среди которых «Тони», «Загородная прогулка», «Река» и «Золотая карета».
Впоследствии работал и с другими режиссёрами: Роже Вадимом («Умереть от наслаждения», «Добыча», «Барбарелла» и «Верная жена»); Марселем Карне («Обманщики» и «Пустырь»); Пьером Гранье-Дефером («Париж в августе», «Военврач»); Жаном-Полем Раппно («Повторный брак»); Клодом Зиди («Крылышко или ножка», «Чудовище» и «Склока»).
В 1977 году Клод Ренуар был номинирован как лучший оператор на французскую национальную кинопремию «Сезар» за работу над фильмами «Доктор Франсуаза Гайана» и «Верная женщина».
Дважды был женат. Имел сына и дочь — Софи Ренуар (фр.), — которая стала актрисой.